# Malpighia woodburyana
Malpighia woodburyana är en tvåhjärtbladig växtart som beskrevs av J.L. Vivaldi. Malpighia woodburyana ingår i släktet Malpighia och familjen Malpighiaceae. Inga underarter finns listade i Catalogue of Life.